# Vostok 6
Vostok 6 fu una missione con equipaggio svoltasi nel corso del programma Vostok. La  cosmonauta Valentina Vladimirovna Tereškova che formò l'equipaggio per questa missione fu la prima donna a volare nello spazio.

## Preparazione
L'idea di addestrare donne cosmonauta venne lanciata sin dal 1961, poco dopo lo storico volo di Jurij Gagarin. Il progetto fu comunque ampiamente contestato e messo in dubbio all'interno dell'RKA e nella direzione militare. Siccome esistevano ben poche donne pilota, si dovette ben presto estendere la ricerca di una persona adatta prendendo in considerazione anche le paracadutiste. Tra le 58 candidate, il 16 febbraio 1962 venne ufficializzata la scelta delle cinque sottoindicate, che contemporaneamente formarono il secondo gruppo di cosmonauti dell'Unione Sovietica:
- Žanna Dmitrievna Ёrkina
- Tat'jana Dmitrievna Kuznecova
- Valentina Leonidovna Ponomarëva
- Irina Bajanovna Solov'ëva
- Valentina Vladimirovna Tereškova

Formalmente la scelta venne indicata come gruppo donne cosmonauta.
In seguito al doppio volo della Vostok 3 e Vostok 4 eseguito ad agosto del 1962, non fu chiaro quante ulteriori missioni del programma Vostok sarebbero state svolte ed in particolar modo non fu mai ufficializzato quante di queste missioni sarebbero state equipaggiate da una donna cosmonauta. Solo in primavera del 1963 iniziò a diventare chiaro, che non sarebbero più state costruite ulteriori capsule Vostok. In dotazione erano rimaste due capsule monoposto e pertanto fu ben presto chiaro che le stesse sarebbero state impegnate per un ulteriore volo in coppia, l'una equipaggiato da una donna e l'altra da un uomo.
A novembre del 1962 Tatjana Kusnetsova non fu in grado di superare l'esame teorico per l'addestramento da cosmonauta e nel maggio del 1963  Žanna Ërkina dovette rinunciare all'ulteriore addestramento per motivi di salute.
Il 4 giugno 1963 venne ufficializzata la nomina di Tereškova quale equipaggio per la Vostok 6. Ponomarëva e Solovëva vennero nominate riserve per questa missione.

## Missione
Vostok 6 venne lanciata il 16 giugno 1963 alle ore 12.29 (ora di Mosca) dal cosmodromo di Bajkonur. Dopo pochi minuti aveva raggiunto la traiettoria d'orbita terrestre con un perigeo di 165 km ed un apogeo di 166 km. L'inclinazione misurò 65 gradi.
Durante la prima orbita terrestre, Vostok 6 e Vostok 5 si avvicinarono, come previsto, fino a circa 5 km. Vostok 5, equipaggiata da Valerij Fëdorovič Bykovskij era stata lanciata un giorno prima.
Durante il primo giorno di missione, Tereškova fu in grado di mantenere direttamente il contatto via radio con Bykovskij. Siccome le due navicelle spaziali con il perdurare della missione si allontanarono sempre di più l'una dall'altra, sin dal secondo giorno di missione una comunicazione tra le due capsule fu esclusivamente possibile per il tramite dei vari posti di controllo a terra. Le capsule Vostok erano esclusivamente dotate di strumenti in grado di stabilizzare il posizionamento e pertanto non si poteva influenzare e correggere direttamente la traiettoria di volo. In pratica non fu possibile eseguire alcuna manovra di pilotaggio. Il rendezvous delle due capsule spaziali (che formalmente non poteva neanche essere considerato come tale, dato che nessun velivolo spaziale poteva assumere un ruolo attivo nell'esecuzione della manovra stessa) non era pertanto dovuto a manovre, bensì a precisi calcoli di traiettoria prima del lancio.
Tereškova scattò numerose immagini fotografiche della Terra così come registrò qualche filmato dalla sua capsula. Un esperimento di carattere biologico invece non poté essere completato, dato che non fu in grado di raggiungere tutti gli strumenti necessari.
L'azionamento dei retrorazzi frenanti funzionò perfettamente, come pure il distacco della capsula dalla sezione orbitale. Il centro di controllo a terra dovette comunque raccogliere queste informazioni solo grazie ai dati di telemetria, in quanto il contatto via radio con Tereškova era del tutto interrotto.
L'atterraggio avvenne, dopo quasi tre giorni di volo nello spazio, il 19 giugno 1963, alle ore 08.20 GMT, a circa 620 chilometri a nordest di Karaganda - oggi nel Kazakistan. Come accadeva di solito per i voli Vostok, Tereškova si catapultò dall'abitacolo della capsula mediante un apposito seggiolino eiettabile, atterrando appesa ad un paracadute.
Successivamente Tereškova ebbe numerose apparizioni in pubblico e poté recarsi anche all'estero per diverse conferenze stampa e relazioni.

## Importanza
Dopo il primo lancio in un'orbita terrestre di un satellite artificiale (Sputnik 1 nel 1957), il primo volo nello spazio equipaggiato da un uomo (Vostok 1 nel 1961) nonché il primo volo di gruppo (Vostok 3/Vostok 4 nel 1962) l'Unione Sovietica raggiunse un ulteriore primato nella corsa verso lo spazio. Il primo volo nello spazio di una donna significò per l'Unione Sovietica un enorme prestigio a livello internazionale, che il direttivo politico seppe utilizzare ampiamente per scopi propagandistici.
Internamente, invece, il risultato ottenuto da Tereškova non era stato valutato tra i più convincenti. In un primo momento si pensò di eseguire due ulteriori missioni equipaggiate da donne cosmonauta, missioni che probabilmente non furono pianificate con la necessaria convinzione, tanto che a conclusione del successivo programma Voschod non era addirittura più prevista la selezione e la nomina di donne cosmonauta per futuri impegni in missioni spaziali.
Bisognerà attendere fino al 1982 quando Svetlana Savickaja diventerà la seconda donna a volare nello spazio.
Nonostante qualche problema durante l'atterraggio, le missioni Vostok 5 e Vostok 6 rappresentarono il successo conclusivo di questo programma. Era stato infatti già precedentemente deciso che i successivi voli nello spazio con equipaggio sarebbero stati eseguiti con capsule modificate in modo da trasportare un equipaggio con più componenti, capsule ufficialmente denominate Voschod. Si dovrà ancora attendere diversi anni per poter assistere alla messa a punto della capsula Sojuz, che venne per l'appunto concepita proprio a partire dalla fine di questa missione.
La capsula nella quale Tereškova fece ritorno a Terra attualmente è esposta presso il museo RKK Energija di Kaluga in Russia.